# Miami Dolphins 2014
La stagione 2014 dei Miami Dolphins è stata la numero 49 della franchigia, la quarantacinquesima nella National Football League. La squadra ebbe un nuovo general manager per la prima volta dal 2007 dopo il licenziamento di Jeff Ireland il 7 gennaio 2014. Come nell'annata precedente, Miami ebbe un record di 8-8, mancando i playoff per il sesto anno consecutivo.

## Scelte nel Draft 2014

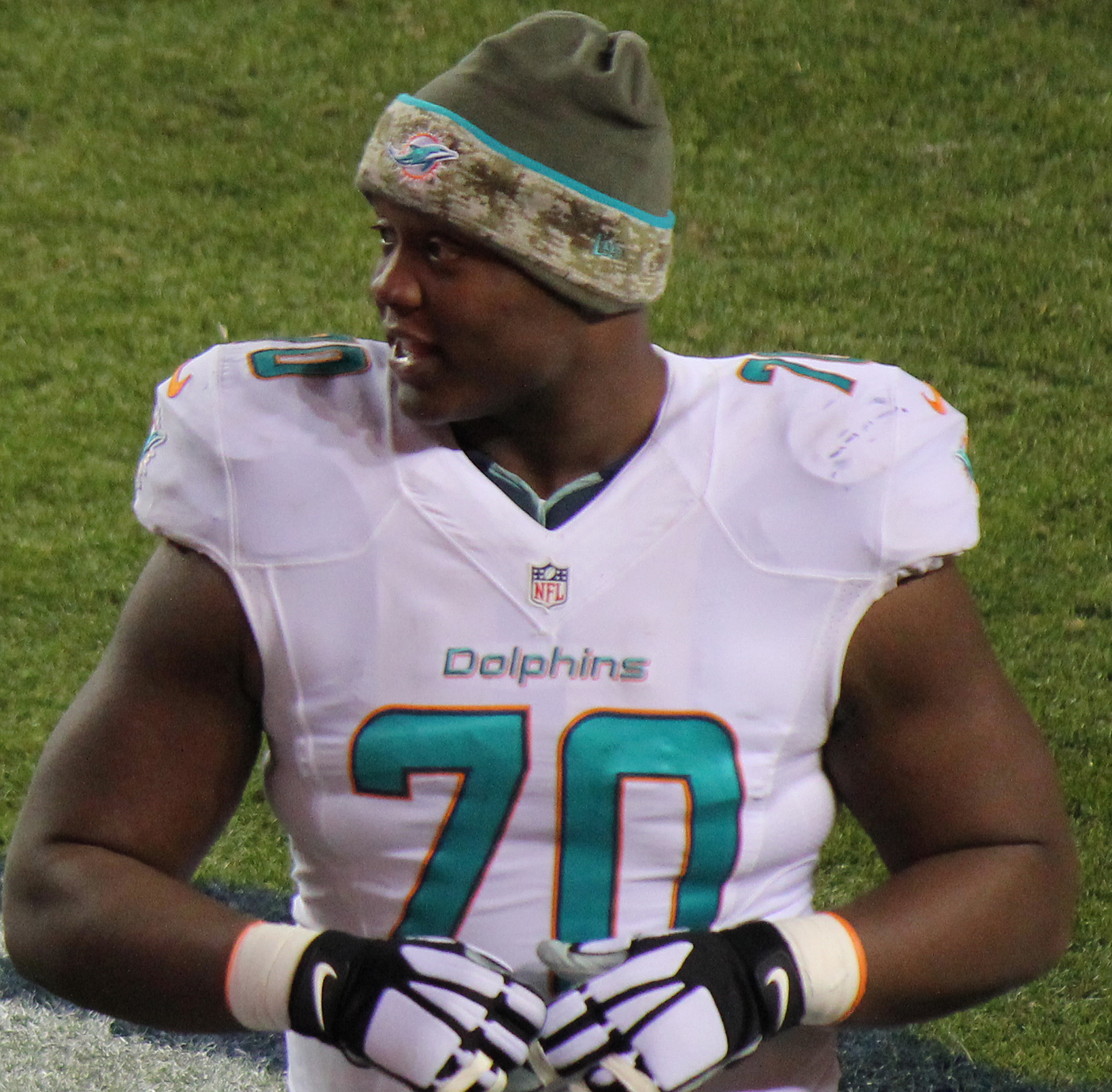
Ja'Wuan James fu la scelta del primo giro di Miami nel 2014.

| Giro | Scelta | Giocatore     | Ruolo            | College            |
| ---- | ------ | ------------- | ---------------- | ------------------ |
| 1    | 19     | Ja'Wuan James | Offensive tackle | Tennessee          |
| 2    | 63     | Jarvis Landry | Wide receiver    | LSU                |
| 3    | 67     | Billy Turner  | Offensive tackle | North Dakota State |
| 4    | 116    | Walt Aikens   | Cornerback       | Liberty            |
| 5    | 155    | Arthur Lynch  | Tight end        | Georgia            |
| 5    | 171    | Jordan Tripp  | Linebacker       | Montana            |
| 6    | 190    | Matt Hazel    | Wide receiver    | Coastal Carolina   |
| 7    | 234    | Terrence Fede | Defensive end    | Marist             |

## Calendario

### Pre-stagione
| Turno | Data | Ora           | Avversario              | Risultati | Risultati | Stadio                | TV   | NFL.com recap |
| Turno | Data | Ora           | Avversario              | Punteggio | Record    | Stadio                | TV   | NFL.com recap |
| ----- | ---- | ------------- | ----------------------- | --------- | --------- | --------------------- | ---- | ------------- |
| 1     | 8/8  | 7:00 p.m. EDT | at Atlanta Falcons      | S 10–16   | 0–1       | Georgia Dome          | WFOR | Recap         |
| 2     | 16/8 | 7:30 p.m. EDT | at Tampa Bay Buccaneers | V 20–14   | 1–1       | Raymond James Stadium | WFOR | Recap         |
| 3     | 23/8 | 7:00 p.m. EDT | Dallas Cowboys          | V 25–20   | 2–1       | Sun Life Stadium      | WFOR | Recap         |
| 4     | 28/8 | 7:00 p.m. EDT | St. Louis Rams          | V 14–13   | 3–1       | Sun Life Stadium      | WFOR | Recap         |

### Stagione regolare
| Turno | Data               | Ora                | Avversario              | Risultato          | Risultato          | Stadio                              | TV                 | NFL.com recap      |
| Turno | Data               | Ora                | Avversario              | Punteggio          | Record             | Stadio                              | TV                 | NFL.com recap      |
| ----- | ------------------ | ------------------ | ----------------------- | ------------------ | ------------------ | ----------------------------------- | ------------------ | ------------------ |
| 1     | 7/9                | 1:00 p.m. EDT      | New England Patriots    | V 33–20            | 1–0                | Sun Life Stadium                    | CBS                | Recap              |
| 2     | 14/9               | 1:00 p.m. EDT      | at Buffalo Bills        | S 10–29            | 1–1                | Ralph Wilson Stadium                | CBS                | Recap              |
| 3     | 21/9               | 4:25 p.m. EDT      | Kansas City Chiefs      | S 15–34            | 1–2                | Sun Life Stadium                    | CBS                | Recap              |
| 4     | 28/9               | 1:00 p.m. EDT      | at Oakland Raiders      | V 38–14            | 2–2                | Wembley Stadium (Londra)            | CBS                | Recap              |
| 5     | Settimana di pausa | Settimana di pausa | Settimana di pausa      | Settimana di pausa | Settimana di pausa | Settimana di pausa                  | Settimana di pausa | Settimana di pausa |
| 6     | 12/10              | 1:00 p.m. EDT      | Green Bay Packers       | S 24–27            | 2–3                | Sun Life Stadium                    | Fox                | Recap              |
| 7     | 19/10              | 1:00 p.m. EDT      | at Chicago Bears        | V 27–14            | 3–3                | Soldier Field                       | CBS                | Recap              |
| 8     | 26/10              | 1:00 p.m. EDT      | at Jacksonville Jaguars | V 27–13            | 4–3                | EverBank Field                      | CBS                | Recap              |
| 9     | 2/11               | 1:00 p.m. EST      | San Diego Chargers      | V 37–0             | 5–3                | Sun Life Stadium                    | CBS                | Recap              |
| 10    | 9/11               | 1:00 p.m. EST      | at Detroit Lions        | S 16–20            | 5–4                | Ford Field                          | CBS                | Recap              |
| 11    | 13/11              | 8:25 p.m. EST      | Buffalo Bills           | V 22–9             | 6–4                | Sun Life Stadium                    | NFLN               | Recap              |
| 12    | 23/11              | 4:25 p.m. EST      | at Denver Broncos       | S 36–39            | 6–5                | Sports Authority Field at Mile High | CBS                | Recap              |
| 13    | 1/12               | 8:30 p.m. EST      | at New York Jets        | V 16–13            | 7–5                | MetLife Stadium                     | ESPN               | Recap              |
| 14    | 7/12               | 1:00 p.m. EST      | Baltimore Ravens        | S 13–28            | 7–6                | Sun Life Stadium                    | CBS                | Recap              |
| 15    | 14/12              | 1:00 p.m. EST      | at New England Patriots | S 13–41            | 7–7                | Gillette Stadium                    | CBS                | Recap              |
| 16    | 21/12              | 1:00 p.m. EST      | Minnesota Vikings       | V 37–35            | 8–7                | Sun Life Stadium                    | Fox                | Recap              |
| 17    | 28/12              | 1:00 p.m. EST      | New York Jets           | S 24–37            | 8–8                | Sun Life Stadium                    | CBS                | Recap              |

Note
 #  Indica una gara di International Series a Londra.
- Gli avversari della propria division sono in grassetto.

## Staff
| Staff dei Miami Dolphins nel 2014 |
| --- |
| Organi dirigenziali - Chairman/Managing General Partner: Stephen M. Ross - Vice-Chairman/Partner: Jorge Perez - Vice-Chairman: Donald F. Shula - CEO: Mike Dee - General Manager: Dennis Hickey - Executive Vice President of Football Administration: Dawn Aponte Capo allenatore - Joe Philbin Altri allenatori - Sviluppo della forza e della condizione: Darren Krein - Assistente dello sviluppo della forza e della condizione: Dave Puloka Allenatori dell'attacco - Coordinatore dell'attacco: Vacante - Quarterback: Zac Taylor - Assistente Quarterback: Ben Johnson - Running back: Jeff Nixon - Wide Receiver: Ken O'Keefe - Assistente Wide Receiver: Phil McGeoghan - Tight End: Dan Campbell - Offensive Line: Vacante - Assistente Offensive Line: Chris Mosley Allenatori della difesa - Coordinatore della difesa: Kevin Coyle - Defensive Line: Kacy Rodgers - Assistente Defensive Line: Charlie Bullen - Linebacker: George Edward - Assistente linebacker: David Corrao - Defensive Back: Lou Anarumo - Assistente Defensive Back: Blue Adams Allenatori dello special team - Coordinatore dello Special Team: Darren Rizzi - Assistente dello Special Team: Marwan Maalouf |

## Roster
| Roster dei Miami Dolphins nel 2014 |
| --- |
| Quarterback - 8 Matt Moore - 17 Ryan Tannehill Running Back - 33 LaMichael James - 26 Lamar Miller - 30 Daniel Thomas - 5 Damien Williams Wide Receiver - 10 Brandon Gibson - 82 Brian Hartline - 14 Jarvis Landry - 18 Rishard Matthews - 11 Mike Wallace Tight End - 42 Charles Clay FB - 89 Gator Hoskins FB - 80 Dion Sims Offensive Linemen - 67 Daryn Colledge G/C - 74 Jason Fox T - 75 Nate Garner G/T - 72 Ja'Wuan James T - 51 Mike Pouncey C - 69 Samson Satele C - 64 Shelley Smith G - 70 Dallas Thomas G/T - 77 Billy Turner G Defensive Linemen - 78 Terrence Fede DE - 76 Anthony Johnson DT - 95 Dion Jordan DE - 90 Earl Mitchell DT - 98 Jared Odrick DT - 79 Derrick Shelby DE - 94 Randy Starks DT - 50 Olivier Vernon DE - 91 Cameron Wake DE Linebacker - 56 Jonathan Freeny OLB - 53 Jelani Jenkins OLB - 47 Chris McCain OLB - 55 Koa Misi MLB - 97 Kelvin Sheppard MLB - 57 Jordan Tripp OLB - 93 Jason Trusnik MLB - 52 Philip Wheeler OLB Defensive Back - 35 Walt Aikens CB - 32 Jalil Brown CB - 25 Louis Delmas SS - 24 Cortland Finnegan CB - 21 Brent Grimes CB - 20 Reshad Jones SS - 44 Jordan Kovacs SS - 40 Lowell Rose CB - 22 Jamar Taylor CB - 27 Jimmy Wilson FS/CB Special Team - 92 John Denney LS - 2 Brandon Fields P - 9 Caleb Sturgis K Lista delle riserve - 71 Branden Albert OT (IR) - 59 Dannell Ellerbe LB (IR) - 29 Will Davis CB (IR) - 96 A.J. Francis DT (IR) - 23 Mike Gillislee RB (IR) - 73 Kamal Johnson DT (IR) - 88 Arthur Lynch TE (IR) - 28 Knowshon Moreno RB (IR) - 37 Sammy Seamster CB (IR) - 31 Michael Thomas FS (IR) Squadra di allenamento - 6 McLeod Bethel-Thompson QB - 65 Sam Brenner C - 60 Michael Brewster G - 81 LaRon Byrd WR - 62 Deandre Coleman DT - 83 Matt Hazel WR - 36 T.J. Heath CB - 85 Gerell Robinson TE - 86 Jake Stoneburner TE 53 attivi, 10 inattivi, 9 nella squadra di allenamento, 0 free agent |
| Legenda - I rookie sono in corsivo. - Il primo ruolo è il principale mentre gli eventuali successivi indicano i ruoli secondari. - (IR) sta per Injured Reserve ed indica la lista ristretta per un solo giocatore infortunato che può tornare ad allenarsi dopo la settimana 6 e a rientrare in prima squadra dopo che questa ha giocato 8 partite. - (NF-Inj.) / (NF-Ill.) stanno rispettivamente per Non-Football Injured e Non-Football Illness ed indicano le liste dove viene inserito un giocatore che ha un infortunio o una malattia non dipendente dal football americano. - (PUP) sta per Physically Unable to Perform ed indica la lista dove viene inserito un giocatore mentre è in attesa di recuperare la condizione fisica. Nella stagione regolare dopo la sesta partita giocata dalla propria squadra, il giocatore ha tempo tre settimane per riprendere ad allenarsi, più tre settimane aggiuntive dal suo rientro agli allenamenti per rientrare in prima squadra. |